# ダミアン・エロワ
ダミアン・エロワ(Damien Eloi、1969年7月4日 - )はフランスカルヴァドス県ヴィール出身の卓球選手。2004年のフランスチャンピオン。またバイオリンの形状をしたシェークハンドラケットを使用していることでも有名である。

## 経歴
1986年にヨーロッパジュニア卓球選手権で金メダルを獲得、1995年の世界選手権天津大会の男子ダブルス、1997年の世界選手権マンチェスター大会では共にガシアンとのペアで銅メダルを獲得した。1997年の大会では団体でも2位となっている。1998年のスウェーデンオープンでも優勝している。1999年の世界卓球選手権アイントホーフェン大会では第1シードの王励勤を破って、シングルスで自己最高のベスト16に進出した。ヨーロッパトップ12でも2002年と2005年に共に3位となった。オリンピックにもバルセロナオリンピック、アトランタオリンピック、シドニーオリンピックの3度出場を果たしている。

## プレースタイル
独特のフォームから繰り出されるフォアドライブや弾くようなバックハンドなどトリッキーな両ハンド攻撃が持ち味。

## エピソード
1997年の世界選手権マンチェスター大会決勝では3番手として登場し中国の王涛と対戦、第2セットでは31-29と大接戦を演じた。

## 主な戦績
- 1986年
  - ヨーロッパジュニア選手権 男子シングルス優勝
- 1994年
  - ヨーロッパ選手権バーミンガム大会 男子団体優勝
- 1995年
  - 第43回世界選手権天津大会 男子ダブルス3位（ジャン＝フィリップ・ガシアンと）
- 1996年
  - ヨーロッパ選手権ブラチスラヴァ大会 男子団体準優勝
- 1997年
  - 第44回世界選手権マンチェスター大会 男子ダブルス3位（ジャン＝フィリップ・ガシアンと）、男子団体準優勝
- 1998年
  - ITTFプロツアー・スウェーデンオープン 男子シングルス優勝
  - ヨーロッパ選手権アイントホーフェン大会 男子団体優勝
- 1999年
  - 第45回世界選手権アイントホーフェン大会 男子シングルス ベスト16
- 2002年
  - ヨーロッパ選手権ザグレブ大会 男子ダブルス ベスト4（パトリック・シーラと）
  - ヨーロッパトップ12 ベスト4
- 2003年
  - ヨーロッパ選手権クールマイヨール大会 混合ダブルス ベスト4
- 2004年
  - フランス選手権 男子シングルス優勝
- 2005年
  - ヨーロッパトップ12 ベスト4
  - フランス選手権 男子シングルス準優勝
- 2009年
  - ヨーロッパ選手権シュトゥットガルト大会 男子ダブルス ベスト4